# Cadrezzate
Cadrezzate est une commune italienne de la province de Varèse dans la région Lombardie en Italie.

## Toponyme
Provient de Catricius ou Quadratius avec l'ajout du suffixe -ate.

## Administration
| Période                                  | Période  | Identité        | Étiquette    | Qualité            |
| ---------------------------------------- | -------- | --------------- | ------------ | ------------------ |
| 2004                                     | 2009     | Maurilio Canton | Lista Civica | technicien médical |
| 2009                                     | En cours | Maurilio Canton | Lista Civica | technicien médical |
| Les données manquantes sont à compléter. |          |                 |              |                    |

### Hameaux
Montelungo, Vignaccia, Case Mogni, Gesiolo, C.na Margine, Moncucco, C.na dei Ladri, Le Paludi, C.na della Torbiera, Montecalvo, C.na Belvedere